# Милуокский протокол

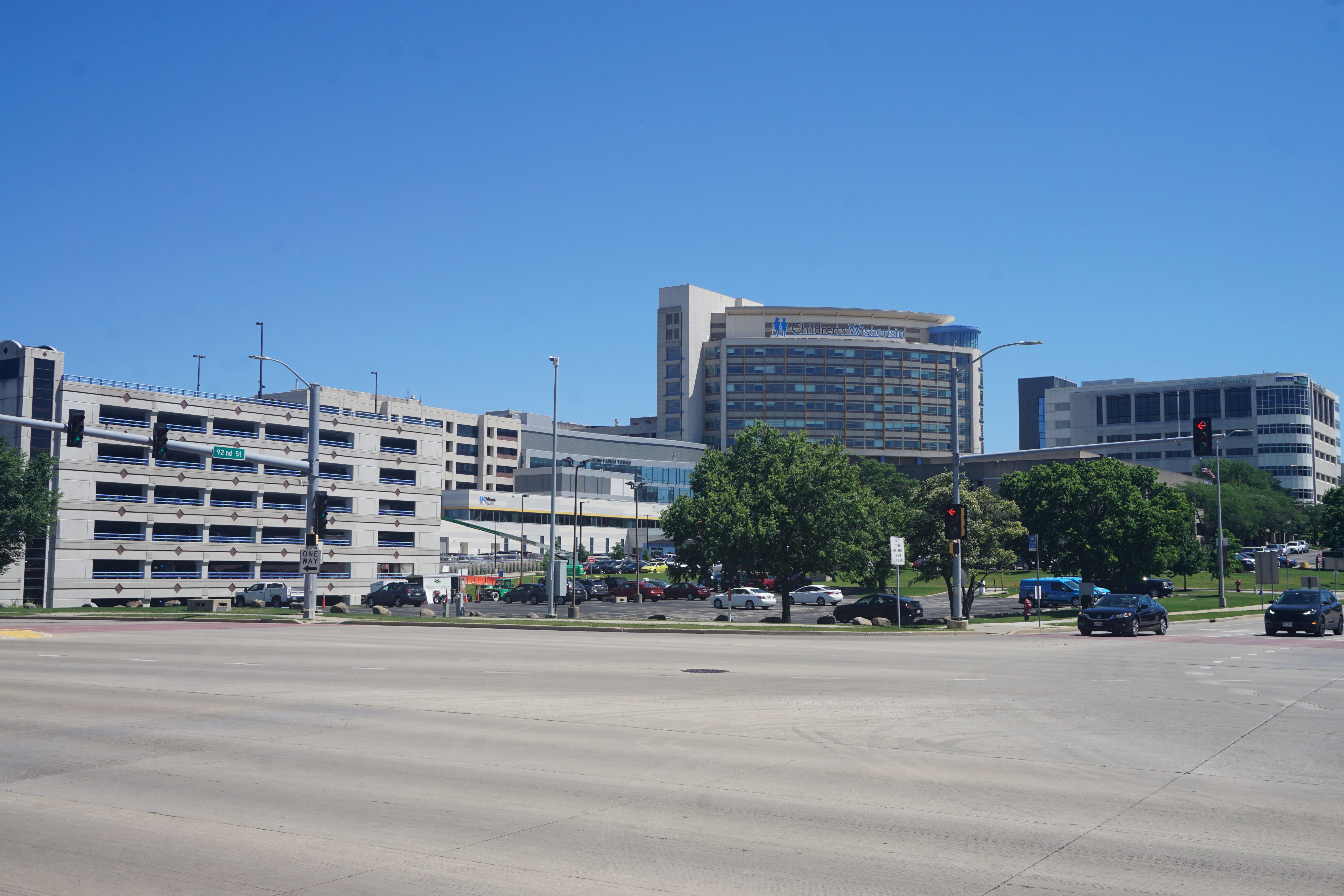
Детская больница Висконсина, в которой был разработан протокол

Милуокский протокол (англ. Milwaukee protocol) — экспериментальный курс лечения острой инфекции бешенства у человека. Лечение включает в себя введение пациента в искусственную кому и применение противовирусных препаратов. Был разработан и назван доктором Родни Уиллоуби после успешного лечения Джины Гис. Гис, подросток из Висконсина, стала первой из шести известных пациентов, выживших после заболевания симптоматическим бешенством без введения вакцины против бешенства. Милуокский протокол иногда называют «Висконсинским протоколом» (англ. Wisconsin protocol).
Среди недостатков протокола: низкая вероятность успешного лечения и высокая стоимость.
По данным Всемирной организации здравоохранения, выживание после проявления клинических симптомов является чрезвычайно низким, и на 2016 год задокументировано лишь 15 случаев (в 14 из них до появления симптомов применялась антирабическая вакцина), причем у большинства выживших остались серьезные последствия.

## История болезни Джины Гис
Джина Гис (англ. Jeanna Giese, родилась в 1989 году) — первый человек, которому удалось пережить заражение бешенством, дошедшее до стадии появления клинических симптомов, без проведения вакцинации от бешенства. Она была шестой среди всех, кому удалось выжить после появления симптомов бешенства (остальные пять человек заболели, несмотря на проведённую вакцинацию).

### Первичное заражение
12 сентября 2004 года Гис, которой было тогда 15 лет, взяла в руки летучую мышь, которую нашла в церкви святого Патрика в своём родном городе Фон-дю-Лак в штате Висконсин (США). Летучая мышь укусила её за указательный палец левой руки, но родители Джины решили не обращаться к врачу. Спустя 37 дней у неё развились симптомы бешенства. Когда девочка была доставлена в больницу, у неё наблюдался тремор, и она с трудом могла ходить. Её состояние продолжало ухудшаться, и она была переведена в главную детскую больницу штата. Там врачи заподозрили заражение бешенством, и лабораторный анализ подтвердил этот диагноз.

### Искусственная кома
Было известно, что бешенство невозможно вылечить после появления его клинических симптомов (терапия в этом случае сводится к облегчению страданий больного и продлению его жизни насколько возможно), но поиски способов такого лечения постоянно ведутся в различных медицинских учреждениях. Врачи детской больницы, где находилась Джина, предложили её родителям попробовать экспериментальный метод лечения, и родители дали согласие. Врачи с помощью средств для наркоза вызвали у девочки состояние наркоза, и затем ввели ей комбинацию антивирусных препаратов (рибавирин и амантадин), ожидая, что её иммунная система, подкреплённая этими препаратами, постепенно выработает достаточное количество антител к вирусу бешенства.

### После инфекции
Через 7 дней врачи смогли успешно вывести Джину из комы, а после 31 дня нахождения в больнице анализы показали, что в её организме больше нет вируса. Поначалу были опасения относительно того, насколько сильно пострадал её мозг, однако тесты выявили, что хотя нервная система Джины и пострадала, вирус не затронул функции мозга, ответственные за мышление и восприятие. Девочка провела в больнице ещё несколько недель, проходя курс реабилитации, и была выписана в январе 2005 года. К ноябрю 2005 года она передвигалась полностью самостоятельно, вернулась в школу и начала водить машину.
По оценке Уиллоуби, стоимость лечения превысила 800 000 долларов США.

## Теории
Вокруг причин выздоровления Джины Гис до сих пор ведётся полемика. Лечившие её врачи основывались на своих данных о том, что вирус бешенства вызывает временное расстройство функций мозга, а не постоянное его повреждение. Они предположили, что если защитить мозг от вируса, временно «отключив» его, и одновременно с этим стимулировать иммунную систему, то больной может прожить достаточный срок для того, чтобы организм выработал достаточно антител к вирусу. Хотя результаты лечения согласуются с этим предположением, некоторые исследователи полагают, что Гис могла выздороветь из-за того, что вирус, заразивший её, был сильно ослабленным, или что она имела необычайно сильный иммунный ответ. Летучая мышь, укусившая Джину, найдена не была, и выделить вирус из её организма врачи также не смогли, поэтому надёжно проверить это предположение не удалось.

## Другие попытки
Впоследствии были проведены несколько попыток использовать ту же процедуру лечения на других пациентах, и первые из них завершились смертью больных. В частности, два таких случая произошли в детской больнице Техаса: в мае 2006 года неудачей завершилась попытка вылечить 16-летнего Захари Джонса, а в октябре-ноябре 2006 года — 10-летнюю Шеннон Кэррол. В 2011 году в России в Краснодарской специализированной клинической детской инфекционной больнице 6-летнему мальчику провели попытку лечения по милуокскому протоколу, вирус удалось победить, но через месяц мальчик скончался от инсульта. Однако в июне 2011 года врачи детской больницы калифорнийского университета, используя тот же протокол, вылечили 8-летнюю Пришос Рейнольдс
К началу 2012 года в США было 4 подтверждённых случая выздоровления от бешенства по милуокскому протоколу, всего в мире на тот момент было известно 6 таких случаев.
По состоянию на январь 2018 года Уиллоуби сообщал о 18 случаях выздоровления от бешенства по всему миру. Последняя попытка применить протокол в США была произведена с 6-летним ребёнком — его укусила летучая мышь. К сожалению, лечение не принесло положительного результата.
К 2020 году зафиксировано около 35 случаев применения протокола, итоговая выживаемость, предположительно, достигает 20%.
До настоящего времени нет эффективного способа лечения, если начали проявляться симптомы бешенства.

## Критика
По данным независимого критического обзора от 2016 года, на территории США, Канады и Великобритании в 2005—2014 годах было документировано 12 попыток применения протокола Милуоки. Во всех случаях протокол не привёл к излечению; а у единственного выжившего после применения протокола не было обнаружено антител, что вызывает сомнения в том, что он не был заражён бешенством. К началу 2012 года в США было четыре подтвержденных случая выздоровления от бешенства по Милуокскому протоколу, всего в мире на тот момент было известно шесть таких случаев. Есть заявления, что несколько пациентов из Колумбии и Перу пережили начальные стадии острого бешенства, однако затем умерли.